# Bahnstrecke East Hartford–Springfield
| Streckenlänge: | 46,8 km |                                           |                                           |
| Spurweite: | 1435 mm (Normalspur)                                                                                             |                                           |                                           |
| Zweigleisigkeit: | – |                                           |                                           |
| | |                                           |                                           |
| Gesellschaft: | East Hartford–East Windsor Hills: CSO East Windsor Hills–Grenze CT/MA: CNZR Grenze CT/MA–Springfield: zuletzt ST |                                           |                                           |
| \| \| \| von Waterbury \| \| \| \| 0,0 \| East Hartford CT \| East Hartford CT \| \| \| \| nach Providence \| \| \| \| 3,4 \| Burnham Street \| Burnham Street \| \| \| \| Interstate 291 \| \| \| \| 5,8 \| South Windsor CT \| South Windsor CT \| \| \| ca. 10 \| East Windsor Hills CT \| East Windsor Hills CT \| \| \| \| Farnham's \| \| \| \| 16,7 \| East Windsor CT \| East Windsor CT \| \| \| 19,3 \| Broad Brook \| Broad Brook \| \| \| \| von Westway \| \| \| \| 22,0 \| Melrose CT \| Melrose CT \| \| \| \| Holyoke Street Railway (Reeves Road) \| \| \| \| \| Enfield CT \| \| \| \| \| Scitico River \| \| \| \| \| Holyoke Street Railway (Hazard Avenue) \| \| \| \| 27,4 \| Hazardville CT (früher Scitico) \| Hazardville CT (früher Scitico) \| \| \| 30,6 \| Shaker Station \| Shaker Station \| \| \| ca. 33 \| State Line \| State Line \| \| \| \| Connecticut/Massachusetts \| \| \| \| 36,2 \| East Longmeadow MA \| East Longmeadow MA \| \| \| \| Watershops Pond \| \| \| \| \| Watershops \| \| \| \| \| Straßenbahn Springfield (State Street) \| \| \| \| 43,0 \| Armory \| Armory \| \| \| \| Verbindungsgleis nach Worcester \| \| \| \| \| von Worcester \| \| \| \| \| Straßenbahn Springfield (Chestnut Street) \| \| \| \| 46,8 \| Springfield MA Union Station \| Springfield MA Union Station \| \| \| \| nach Albany \| \| | |                                           |                                           |
| Strecke | | von Waterbury                             | von Waterbury                             |
| ehemaliger Bahnhof | 0,0 | East Hartford CT                          | East Hartford CT                          |
| Abzweig geradeaus und nach rechts | | nach Providence                           | nach Providence                           |
| ehemaliger Haltepunkt / Haltestelle | 3,4 | Burnham Street                            | Burnham Street                            |
| Strecke mit Straßenbrücke | | Interstate 291                            | Interstate 291                            |
| Dienststation / Betriebs- oder Güterbahnhof | 5,8 | South Windsor CT                          | South Windsor CT                          |
| Dienststation / Betriebs- oder Güterbahnhof | ca. 10 | East Windsor Hills CT                     | East Windsor Hills CT                     |
| ehemaliger Haltepunkt / Haltestelle | | Farnham's                                 | Farnham's                                 |
| Dienststation / Betriebs- oder Güterbahnhof | 16,7 | East Windsor CT                           | East Windsor CT                           |
| Dienststation / Betriebs- oder Güterbahnhof | 19,3 | Broad Brook                               | Broad Brook                               |
| Abzweig geradeaus und ehemals von rechts | | von Westway                               | von Westway                               |
| Dienststation / Betriebs- oder Güterbahnhof | 22,0 | Melrose CT                                | Melrose CT                                |
| Kreuzung (Querstrecke außer Betrieb) | | Holyoke Street Railway (Reeves Road)      | Holyoke Street Railway (Reeves Road)      |
| Dienststation / Betriebs- oder Güterbahnhof | | Enfield CT                                | Enfield CT                                |
| Brücke über Wasserlauf | | Scitico River                             | Scitico River                             |
| Kreuzung (Querstrecke außer Betrieb) | | Holyoke Street Railway (Hazard Avenue)    | Holyoke Street Railway (Hazard Avenue)    |
| Dienststation / Betriebs- oder Güterbahnhof | 27,4 | Hazardville CT (früher Scitico)           | Hazardville CT (früher Scitico)           |
| ehemaliger Bahnhof | 30,6 | Shaker Station                            | Shaker Station                            |
| Betriebs-/Güterbahnhof Strecke ab hier außer Betrieb | ca. 33 | State Line                                | State Line                                |
| Grenze (Strecke außer Betrieb) | | Connecticut/Massachusetts                 | Connecticut/Massachusetts                 |
| Bahnhof (Strecke außer Betrieb) | 36,2 | East Longmeadow MA                        | East Longmeadow MA                        |
| Brücke über Wasserlauf (Strecke außer Betrieb) | | Watershops Pond                           | Watershops Pond                           |
| Bahnhof (Strecke außer Betrieb) | | Watershops                                | Watershops                                |
| Kreuzung (Strecken außer Betrieb) | | Straßenbahn Springfield (State Street)    | Straßenbahn Springfield (State Street)    |
| Bahnhof (Strecke außer Betrieb) | 43,0 | Armory                                    | Armory                                    |
| Abzweig geradeaus, nach rechts und von rechts (Strecke außer Betrieb) | | Verbindungsgleis nach Worcester           | Verbindungsgleis nach Worcester           |
| Abzweig ehemals geradeaus und von rechts | | von Worcester                             | von Worcester                             |
| Kreuzung geradeaus oben (Querstrecke außer Betrieb) | | Straßenbahn Springfield (Chestnut Street) | Straßenbahn Springfield (Chestnut Street) |
| Bahnhof | 46,8 | Springfield MA Union Station              | Springfield MA Union Station              |
| Strecke | | nach Albany                               | nach Albany                               |

Die Bahnstrecke East Hartford–Springfield (auch Armory Branch oder Springfield Branch) ist eine Eisenbahnstrecke in Connecticut und Massachusetts (Vereinigte Staaten). Sie ist rund 47 Kilometer lang und verbindet unter anderem die Städte East Hartford, South Windsor, East Windsor, Enfield und Springfield. Die normalspurige Strecke ist in Massachusetts stillgelegt. Der Abschnitt in Connecticut gehört von East Hartford bis East Windsor Hills der Connecticut Southern Railroad (CSO) und von dort bis zur Grenze der Central New England Railroad (CNZR). Die CNZR hat für den CSO-Abschnitt ein Mitbenutzungsrecht.

## Geschichte
Als Konkurrenz zur sehr gut genutzten Bahnstrecke New Haven–Springfield der New York, New Haven and Hartford Railroad (NYNH) planten lokale Unternehmer, eine Bahnstrecke parallel zu dieser Strecke von Portland nach Springfield zu bauen. Sie gründeten 1871 die Connecticut Central Railroad Company in Connecticut und 1874 die Springfield and New London Railroad Company in Massachusetts, die die Abschnitte in den jeweiligen Bundesstaaten bauen sollten. Kurz darauf entschieden die Eigentümer, nur den nördlichen Abschnitt der geplanten Bahn zu bauen, von East Hartford nach Springfield. Am 26. Januar 1876 ging die gesamte Strecke in Betrieb und die Connecticut Central pachtete den in Massachusetts liegenden Abschnitt. Den Betrieb führte die Connecticut Valley Railroad, die auch die in East Hartford anschließende Strecke betrieb und die die gesamte Strecke von East Hartford bis Springfield gepachtet hatte.
Am 31. August 1876 meldete die Connecticut Valley jedoch Konkurs an und der Pachtvertrag wurde gekündigt. Den Betrieb auf der Bahnstrecke führte nun die Connecticut Central in eigener Regie. Am 1. Juni 1880 pachtete die New York and New England Railroad die Bahn und übernahm die Betriebsführung. Da die Strecke bedeutend länger war als die Hauptstrecke von Hartford nach Springfield und außerdem nur eingleisig, kam ein durchlaufender Zugverkehr in Richtung New York nicht zustande. Nur wenige Züge befuhren die Strecke. 1898 pachtete die NYNH ihrerseits die New York&New England und führte nun den Betrieb, wodurch die Konkurrenzsituation nicht mehr bestand. Um 1927 endete der Personenverkehr zwischen Springfield und Armory, die Fahrgäste mussten am Bahnhof Armory in die Straßenbahn umsteigen, um zur Union Station zu gelangen. Ab 13. Oktober 1929 fuhren die Personenzüge nur noch von Hartford bis East Longmeadow. Spätestens zum 27. Juni 1932 wurde der Personenverkehr ganz eingestellt.
1969 kaufte die Penn Central die Strecke und stellte 1972 den Güterverkehr zwischen East Windsor und Hazardville ein. 1976 wurde dieser Abschnitt formal stillgelegt, blieb jedoch in Besitz der Bahngesellschaft. Im selben Jahr übernahm Conrail die Bahnstrecke. Sie verkaufte 1982 den nördlichen Abschnitt von Springfield bis Hazardville an die Boston and Maine Railroad, die ihrerseits ein Jahr später von Guilford Transportation übernommen wurde. Etwa 1990 stellte Guilford den Betrieb auf dieser Strecke ein und legte sie Ende 1993 still. Etwa 1986 legte Conrail den Abschnitt von South Windsor bis East Windsor ebenfalls still.
1995 kaufte die Central New England Railroad den stillgelegten Abschnitt von East Windsor Hills bis zur Grenze nach Massachusetts und führte zwischen East Windsor Hills und East Windsor wieder Güterverkehr durch. Auch auf dem übrigen Abschnitt wurden die Gleise teilweise erneuert. Conrail richtete die Strecke zwischen South Windsor und East Windsor Hills wieder her und stellte die Gleisverbindung zur Verfügung. 1996 verkaufte Conrail den südlichen Abschnitt von East Hartford bis East Windsor Hills an die Connecticut Southern Railroad, die seither den Güterverkehr auf dieser Strecke betreibt.

## Streckenbeschreibung
Die Strecke zweigt am früheren Bahnhof East Hartford aus der Hauptstrecke Providence–Waterbury ab und führt nach Norden durch die Vororte von East Hartford parallel zum U.S. Highway 5. In East Windsor Hills, wo sich die Eigentumsgrenze zwischen CSO und CNZR befindet, biegt die Strecke zunächst in Richtung Osten ab, um kurz darauf wieder nach Norden zu biegen. Sie führt in diesem Abschnitt durch dünn bebautes Gebiet. In der zu East Windsor gehörenden Ortschaft Melrose mündete bis 1937 eine Zweigstrecke aus Westway ein. Kurz vor Hazardville überquert die Bahn den Scitico River. 
Kurz darauf überquert die Bahntrasse die Grenze nach Massachusetts. Direkt an der Grenze endet das Streckengleis stumpf auf einem Feld. Die nun stillgelegte weitere Bahnstrecke verläuft weiter nordwärts durch East Longmeadow und erreicht kurz darauf das Stadtgebiet von Springfield. Von der Denslow Road direkt nördlich der Bundesstaatengrenze bis East Longmeadow wurde ein asphaltierter Radweg auf der Bahntrasse angelegt. Kurz vor dem Bahnhof Watershops überquert die Bahntrasse den Watershops Pond. Die Brücke steht noch, wird jedoch nicht genutzt. Im Stadtgebiet von Springfield wurden einige Abschnitte der Bahnstrecke mit Parkplätzen, Sportplätzen und einzelnen Gebäuden überbaut. Kurz vor dem Streckenende befand sich ein Gleisdreieck, wo eine kurze Verbindungsstrecke zum Knotenpunkt Athol Junction an der Boston&Albany-Hauptstrecke abzweigte. In diese Hauptstrecke mündet die Trasse kurz vor der Springfield Union Station ein.
Die noch betriebene Strecke ist eingleisig und verfügt in East Windsor und Hazardville über Ausweichgleise sowie über zahlreiche Güteranschlüsse und Ladegleise entlang der gesamten Strecke. Die einzigen Kunstbauten der Strecke sind die Brücken über verschiedene Bäche sowie den Scitico River und den Watershops Pond.

## Personenverkehr
Die Personenzüge auf der Bahnstrecke fuhren in der Regel über East Hartford hinaus bis Hartford. Kurz nach der Übernahme durch die New York&New England fuhren 1881 über die Strecke vier Personenzugpaare sowie ein weiteres, das nur zwischen Springfield und Melrose und weiter nach Rockville verkehrte. Schon kurz darauf wurde das Angebot reduziert und 1893 fuhren noch zwei Zugpaare an Werktagen über die gesamte Strecke. Mitte der 1910er Jahre wurde in Richtung Hartford auf den zweiten Zug verzichtet, nur in Richtung Springfield fuhren noch zwei Züge an Werktagen. Nach dem Ende des Ersten Weltkrieges entfiel der zweite Zug auch in dieser Richtung. Der Fahrplan von 1929 weist nur noch einen abendlichen Zug von Hartford nach Hazardville sowie in der Gegenrichtung einen Zug am frühen Morgen von East Longmeadow nach Hartford aus. Kurz darauf endete der Personenverkehr auf der Strecke.